# America's Next Top Model (mùa 3)
America's Next Top Model, Mùa thi 3 công chiếu ngày 22 tháng 9 năm 2004. Là mùa thi đầu tiên có liên kết sản xuất với mỹ phẩm nổi tiếng CoverGirl, và số lượng thí sinh tham gia được nâng lên con số 14. Biểu ngữ cổ động cho mùa thi là: "Sắc đẹp Thăng hoa". Mùa thi này còn ghi thêm dấu ấn trong lịch sử ANTM đồng thời là một trong những mùa giải có tần suất khán giả xem từng tập phim nhất trong lịch sử.
Điểm đến quốc tế được chọn là Montego Bay cho top 14 và Tokyo cho top 6.
Người thắng cuộc trong chương trình có cơ hội nhận được: Một hợp đồng người mẫu với công ty quản lý người mẫu Ford Models, chụp ảnh thời trang cho tạp chí Elle và một hợp đồng quảng cáo trị giá $100.000 với hãng mỹ phẩm CoverGirl.
Chiến thắng trong mùa thi không ai khác là Eva Pigford, 20 tuổi và đến từ Los Angeles, California. Và Eva đã đi vào lịch sử ANTM với tư cách người Mỹ gốc Phi đầu tiên chiến thắng cuộc thi.

## Các thí sinh
(Tính tuổi lúc thí sinh tham gia ghi hình chương trình)
| Thí sinh         | Tuổi | Chiều cao               | Quê quán                       | Bị loại ở | Hạng |
| ---------------- | ---- | ----------------------- | ------------------------------ | --------- | ---- |
| Magdalena Rivas  | 24   | 175 cm (5 ft 9 in)      | Worcester, Massachusetts       | Tập 2     | 14   |
| Leah Darrow      | 24   | 175 cm (5 ft 9 in)      | Oklahoma City, Oklahoma        | Tập 2     | 13   |
| Julie Titus      | 19   | 178 cm (5 ft 10 in)     | Kent, Washington               | Tập 3     | 12   |
| Kristi Grommet   | 20   | 178 cm (5 ft 10 in)     | St. Louis, Missouri            | Tập 4     | 11   |
| Jennipher Frost  | 22   | 178 cm (5 ft 10 in)     | Pocatello, Idaho               | Tập 5     | 10   |
| Kelle Jacob      | 20   | 180 cm (5 ft 11 in)     | New York, New York             | Tập 6     | 9    |
| Cassie Grisham   | 19   | 178 cm (5 ft 10 in)     | Norman, Oklahoma               | Tập 7     | 8    |
| Toccara Jones    | 22   | 175 cm (5 ft 9 in)      | Dayton, Ohio                   | Tập 8     | 7    |
| Nicole Borud     | 21   | 173 cm (5 ft 8 in)      | Minot, North Dakota            | Tập 9     | 6    |
| Norelle Van Herk | 19   | 179 cm (5 ft 10+1⁄2 in) | Newport Beach, California      | Tập 11    | 5    |
| Ann Markley      | 21   | 180 cm (5 ft 11 in)     | Erie, Pennsylvania             | Tập 12    | 4    |
| Amanda Swafford  | 25   | 173 cm (5 ft 8 in)      | Hendersonville, North Carolina | Tập 13    | 3    |
| Yaya DaCosta     | 21   | 173 cm (5 ft 8 in)      | Harlem, New York               | Tập 13    | 2    |
| Eva Pigford      | 19   | 170 cm (5 ft 7 in)      | Los Angeles, California        | Tập 13    | 1    |

## Các tập phim

### Tập 1: The Girl With The Secret
Khởi chiếu: 22 tháng 9 năm 2004
34 thí sinh được tuyển chọn gặp nhau ở Los Angeles và có một bữa tiệc tại hồ bơi. Những khoảnh khắc đáng nhớ của tập casting mùa này đó là thí sinh Cassie kể với ban giám khảo rằng cô là vũ công múa cột trong quán bar, Norelle thì đeo niềng răng và kể cho giám khảo về gia đình nổi loạn của cô ấy, và Amanda làm ban giám khảo bất ngờ với màu mắt hiếm và tiết lộ rằng cô bị bệnh viêm võng mạc sắc tố, một căn bệnh làm cô gần như mù.
Để làm không khí vui vẻ hơn, các cô gái quyết định đi quán bar, nhưng không may thí sinh Tiffany Richardson gây sự với một cô gái trong quán bar (không phải thí sinh dự thi) và có một trận ẩu đả. Tiffany bị loại khi cuộc thi loại trừ còn 20 thí sinh, nhưng về sau cô quay trở lại mùa 4 và casting thành công. Trong khi cuộc thi casting vẫn còn đang diễn ra, Eva có thái độ xấu với các thí sinh khác, dường như đi quá xa. Tyra hỏi cô tại sao lại có thái độ xấu ấy với các thí sinh khác và giúp cô bỏ thái độ xấu ấy bằng cách hỏi về cuộc sống của cô và chia sẻ với cô. Sau đó, Eva trở về xin lỗi tất cả mọi người vì thái độ khiếm nhã đó. Sau đó, ban giám khảo hội ý và cuối cùng  Tyra công bố gọi tên 14 thí sinh chính thức bước vào cuộc thi.

### Tập 2: The Girl Who Is Codependent
Khởi chiếu: 29 tháng 9 năm 2004
14 thí sinh được đưa đến Thành phố New York và được Tyra thông báo rằng họ sẽ có phần chụp ảnh tại Montego Bay. Mr.Jay mô tả rằng các cô gái sẽ mặc đồ bơi và chụp ảnh ở bờ biển. Jay cũng nói rằng chỉ có 13 thí sinh được quay trở về thành phố New York và một gái sẽ bị loại. Ngày kế tiếp, các cô gái có bữa ăn sáng, Mr và Miss Jay đến và đưa cho họ một lá thư ghi tên người bị loại làm các cô gái vô cùng lo lắng. Magdalena bị loại khỏi cuộc thi. 
- Loại trước buổi đánh giá của ban giám khảo: Magdalena Rivas

Trở về thành phố New York, các cô gái được về nhà chung, khách sạn Waldorf Astoria. Các cô gái đều giành hết phòng ngủ của mình, chỉ còn lại Eva. Ann muốn chia sẻ giường cô với Eva, nhưng Eva tỏ ra không muốn ngủ chung Ann, cô nói sẽ ra sofa ngủ. Điều này làm Ann rất là buồn vì suốt cuộc thi đến giờ, Eva là người bạn tốt của cô, cô nói rằng cô yêu quý Eva. Sau đó hai cô gái đã có buổi nói chuyện thẳng thắn và làm lành lại với nhau. Tyra đến thăm các cô gái và tâm sự với họ, Kelle một trong các thí sinh lỡ miệng nói miệng mình giống như miệng con khỉ, làm các cô gái trong phòng khó chịu, họ nghĩ rằng cô hư hỏng và thiếu tế nhị khi nói chuyện thế với Tyra. Toccara trở về phòng và kể với Kelle rằng các cô gái khác nói xấu cô, làm Kelle rất là buồn nhưng Amanda đã an ủi cô.
Tại buổi đánh giá và loại của ban giám khảo, Leah và Ann rơi vào 2 người đúng cuối, nhưng Ann đã được cứu và Leah thì bị loại vì nhìn ảnh cô giống như nhân vật trong series Plain Jane hơn là một người mẫu, đây là cô gái thứ hai bị loại trong một tập.
- Gọi tên đầu tiên: Yaya DaCosta
- Bottom 2: Leah Darrow & Ann Markley
- Loại: Leah Darrow
- Nhiếp Ảnh Gia tham gia buổi chụp hình: Nick Cardallicio
- Khách mời: Michelle Mock, Douglas Barcellos, Mathu Anderson, Danilo, J.Alexander
- CoverGirl của tuần: Eva Pigford

### Tập 3: The Girl Everyone Thinks Is A Backstabber
Khởi chiếu: 6 tháng 10 năm 2004
Các cô gái được thay đổi diện mạo trong tập này.
Thử thách tuần này đưa ra đó là các cô gái phải trang điểm và thay đồ dự tiệc trên xe limo khi nó đang chạy. Norelle là người giành chiến thắng vì trang điểm tự nhiên và chọn Eva, Kristi và Ann chung vui bữa tiệc với mình, các cô gái còn lại phải làm bồi bàn phục vụ.
Buổi chụp hình lần này, họ sẽ được chụp ảnh chân dung (beauty shoot) cho hãng mĩ phẩm Nivea, có điều, họ không được trang điểm gì cả. Suốt buổi chụp hình, các cô gái cảm thấy Cassie dường như biếng ăn và ám ảnh với trọng lượng cơ thể mình. Tại bữa ăn tối, họ để ý rằng cô ấy ăn rất ít và hỏi cô, nhưng Cassie chỉ nói là đơn giản cô ấy muốn làm người mẫu. Trong suốt buổi chụp hình, cô lại nói với Amanda là cô đã từng là một người ăn rất nhiều. Tin này làm các cô gái kia thật sự khó hiểu.
Tại buổi loại trừ, ban giám khảo đánh giá hình chưa chỉnh sửa và hình chỉnh sửa của họ. Amanda làm ban giám khảo bất ngờ vì ảnh không chỉnh sửa không khác gì mấy ảnh chỉnh sửa. Yaya, Eva, Nicole và Toccara cũng nhận phản hồi tích cực, trong khi hình của Cassie bị cho là lãnh đạm, nhạt nhòa. Kelle bị chỉ trích vì đổ lỗi cho nhiếp ảnh gia chọn ảnh xấu cho cô và Tyra thất vọng với Julie vì cô nói rằng động lực của cô tham gia chương trình này không phải để trở thành người mẫu chuyên nghiệp mà muốn thành người nổi tiếng trong ngành công nghiệp thời trang này thôi. Kelle và Julie rơi vào bảng chót hai, Julie bị loại khỏi cuộc thi vì ban giám khảo nghĩ cô không yêu nghề, và cô chỉ coi việc làm mẫu là để tiến một bước cho mục đích khác.
- Gọi tên đầu tiên: Amanda Swafford
- Bottom 2: Julie Titus & & Kelle Jacob
- Loại: Julie Titus
- Nhiếp Ảnh Gia tham gia buổi chụp hình: Troy Ward
- Khách mời:  Kiara Kabukuru, Anthony Palermo, Leonard Zagami, Debra Jaliman M.D., Dr Zarabi, Danilo
- CoverGirl của tuần: Yaya DaCosta

### Tập 4: The Girl Who Sets A Trap
Khởi chiếu: 13 tháng 10 năm 2004
Các thí sinh được học catwalk bởi Miss Jay. Ngày kế tiếp, họ rất là bất ngờ khi được thông báo sẽ tham gia một fashion show cho Heatherette, mà đó lại là giấc mơ của Norelle vì họ là NTK yêu thích của cô. Amanda thì lo lắng cho đôi mắt của mình vì sàn diễn lần này thì tối đen. Norelle bị té trên sàn diễn, Eva làm chủ cả sàn diễn với kỹ năng catwalk đáng chú ý và Toccara làm khán giả reo hò vì thân hình gợi cảm, nóng bỏng của mình, nhưng Eva nói rằng do cô  ấy sơ hở để lộ ti ra mà thôi. Amanda phạm phải sai lầm khi nói với Miss Jay về bệnh mù của cô và làm cho các cô gái khác nghĩ là cô đang phóng đại về điều ấy và nói dối để nhận được đối xử đặc biệt hơn. Nhưng cuối cùng, Eva được chọn là người chiến thắng, cô chọn Kelle và Ann chung vui với mình, đó là một ngày đi chơi trên du thuyền với quán quân mùa 2 - Yoanna House.
Trở về nhà, vòng tay pha lê của Amanda đột nhiên mất và cô đỗ lỗi ấy cho Eva. Amanda và Nicole tìm cách để Eva nhận lỗi bằng cách Amanda lấy hai chiếc nhẫn và một chút tiền của mình để ở bên phòng của Eva. Eva cho rằng vì Amanda ghen tức khi cô giành chiến thắng. Amanda cảnh báo Kelle là hãy cẩn thận khi chơi với Eva, đừng để lộ bất cứ điều gì.Thế là cuộc tranh cãi nổ ra chỉ vì khi Amanda đi ngang qua Eva (lúc này đang ủi đồ để chuẩn bị đi chơi) lỡ đụng trúng tay của cô, kéo theo Jennipher, Ann vào cuộc. Ann tới nói hộ, bảo vệ bạn của mình với Amanda thì Jennipher xô cô sang một bên mà đi, Ann cảnh báo là nếu cô còn làm lại một lần nữa thì cô sẽ " đấm vỡ răng ". Tuy nhiên, vào lúc cuối cùng, Amanda tìm lại được đồ của mình vì cô quên là cô đã cất nó đi và xin lỗi Eva.
Tuần này, các cô gái sẽ chụp ảnh nhóm cho nhãn hiệu Lee Jeans, họ sẽ được mặc những quần jeans của hãng và không mặc hơn gì cả. Trong suốt buổi đánh giá, các cô gái có bài kiểm tra nhỏ về catwalk trong đôi giày cao gót quá to và quá nhỏ. Toccara gây ấn tượng với ban giám khảo, trong khi Jennipher lại làm mất cảm tình ban giám khảo khi cô ghi dòng chữ ANTM ở dưới mông của mình lúc đoạn cuối tạo dáng. Kristi và Jennipher rơi vào bảng chót hai và cuối cùng, Kristi bị loại vì thiếu tự tin và để lộ sự bất an của mình (vì cô sợ làm bố mẹ giận khi nude nửa phần trên trong shoot ảnh).
- Gọi tên đầu tiên: Cassie Grisham
- Bảng chót hai: Jennipher Frost & Kristi Gromment
- Loại: Kristi Gromment
- Nhiếp Ảnh Gia tham gia buổi chụp hình: Hyungwan Roo
- Khách mời: J. Alexander, Yoanna House, Danilo, Richie Rich, Heatherette
- CoverGirl của tuần: Yaya DaCosta

### Tập 5: The Girl Who Cries When She Looks In The Mirror
Khởi chiếu: 20 tháng 10 năm 2004
Các thí sinh được học tạo dáng bởi Janice Dickinson. Về phần thử thách, các cô gái sẽ tạo dáng như là manacanh ở trước mặt kính trưng bày của cửa tiệm La Perla. Kelle được chọn là người giành chiến thắng cho vẻ đẹp tự nhiên của cô. Giải thưởng đó là 500,000$ mua sắm ở đây, cô chọn Toccara và Amanda chung vui với mình.
Kelle luôn bị ban giám khảo nhắc nhở về biểu cảm và tạo dáng cô, cô nhờ Tyra đưa ra lời khuyên hữu ích đó là tập biểu cảm trước gương. Nhưng rồi cô không thể tập được, chỉ khóc vì cô không biết mình phải làm sao, ra như thế nào.
Buổi chup hình tuần này, các cô gái sẽ mang giày patin để tạo dáng quảng cáo cho túi xách Dooney & Bourke. Amanda, Nicole, Eva và Yaya gây ấn tượng ban giám khảo với bức ảnh đẹp. Trong khi đó, Jennipher, Ann, Kelle gặp khó khăn trong cách tạo dáng.
Tại buổi đánh giá, Yaya nhận được phản hồi tốt nhưng cô cũng bị phê bình vì cô lạm dụng kỹ năng khiêu vũ hơn là người mẫu tạo dáng (Yaya trước khi tham gia chương trình đã là vũ công). Kelle lại bị chỉ trích vì bức ảnh nhạt nhòa, thiếu biểu cảm, Jennipher làm phật lòng ban giám khảo. Cả hai bị rơi xuống bảng chót hai, Jennipher bị loại vì thái độ xấu và bức ảnh nhạt nhòa.
- Gọi tên đầu tiên: Amanda Swafford
- Bảng chót hai:  Jennipher Frost & Kelle Jacob
- Loại:  Jennipher Frost
- Nhiếp Ảnh Gia tham gia buổi chụp hình: Matthew Jordan Smith
- Khách mời:  Savvas, Lanny Ward, Simon Doonan
- CoverGirl của tuần: Toccara Jones.

### Tập 6: The Girl Who Mutilated The Precious Brownies
Khởi chiếu: 27 tháng 10 năm 2004
Tại nhà chung người mẫu của các cô gái, Eva và Ann mệt mỏi vì thói bừa bộn cẩu thả của Cassie khi cô luôn dọn đồ ăn ra mà không dọn dẹp, rửa dĩa gì cả. Ann và Eva giở trò lấy dao ghi lên bánh brownies ít đường của cô là " Rửa đống dơ này đi ", làm Cassie bực mình. Bữa tối, Ann hỏi Yaya dòng chữ trên áo (RESPEITO) cô nghĩa là gì, thì Yaya trả lời là tôn trọng trong tiếng Bồ Đào Nhà. Sau đó cô nói là cô cần mặc chiếc áo đó vì " có một chuyện xấu xí xảy trong nhà này ". Chính vì đều này đã gây mâu thuẫn giữa Ann và Cassie. Tyra dẫn một người bạn của mình, là siêu mẫu plus-size Kate Dillon Levin để nói về việc biếng ăn và cô cũng mời một chuyên gia dinh dưỡng đến tư vấn cho các cô gái. Trong suốt cuộc nói chuyện với từng cô gái, nổi bật nhất là Cassie khi cô nói về thói quen ăn uống thiếu dinh dưỡng và có hại sức khỏe của mình. Tyra tư vấn cho Cassie nhưng cô từ chối rồi bỏ đi.
Tuần này, các cô gái được tập luyện thể lực. Thử thách tuần này đòi hỏi các cô gái phải có sức bền tốt, đó là các thí sinh phải chạy lên đến tầng 14 của tòa nhà và sau đó họ được chụp ảnh. Yaya là người chiến thắng vì có thời gian ngắn nhất, cô mời Toccara chia sẻ buổi spa với mình. Còn các cô gái khác phải đi bộ về nhà.
Buổi chụp hình lần này là về quảng cáo nước tăng lực YJ Stinger trong khi phải nhảy lên bật lò xò tạo dáng trên không. Amanda, Eva và Nicole làm tốt, trong khi Kelle, Ann, Cassie và Yaya gặp trở ngại.
Kelle và Ann rơi xuống bảng chót hai vì cả hai tấm ảnh mờ nhạt. Nhưng ban giám khảo cứu Ann vì nghĩ cô có tố chất hơn và Kelle bị loại sau 3 lần rơi xuống bảng chót. 
- Gọi tên đầu tiên: Eva Pigford
- Bảng chót hai: Kelle Jacob & Ann Markley
- Loại: Kelle Jacob
- Nhiếp Ảnh Gia tham gia buổi chụp hình: Sascha Pflaeging, Ché Graham
- Khách mời: Joy Bauer, Captain Leif Wade, Kate Dillon
- CoverGirl của tuần: Toccara Jones

### Tập 7: The Girl Who Forgot Her Shoes
Khởi chiếu: 3 tháng 11 năm 2004
Ở những phút của tập phim này, Cassie đã thổ lộ với Amanda rằng cô đã bị mắc chứng bệnh háu ăn, và bí mật đó lan truyền đến các thí sinh khác, kể cả Tyra. Tyra nhã ý muốn giúp đỡ cô, thế nhưng cô từ chối và phủ định rằng mình không có mắt bệnh háu ăn đó. Thử thách lần này dành cho các thí sinh đó là họ sẽ đi go-see. Amanda quên mang giày cao gót, vì thế sau chặng go-see NTK đầu tiên, cô cùng với Cassie, Eva, Toccara, và Ann đi đến tiệm giày. Vì điều này làm các cô gái trễ 20 phút cho chặng go-see thứ hai, trừ Yaya, Nicole và Norelle. Cassie và Norelle gặp trở ngại về kỹ năng catwalk. Yaya gây ấn tượng với các NTK, cô được chọn là người chiến thắng thử thách và chọn Nicole chung vui với mình tất cả những bộ trang phục của các NTK họ vừa mới đi go-see xong.
Cho buổi chụp hình lần này, họ chụp ảnh quảng cáo cho xe Mustang của hãng Ford. Họ sẽ được chụp ảnh với hai nhân cách khác nhau.
| Tên     | Nhân cách tương phản             |
| ------- | -------------------------------- |
| Amanda  | Miêu Nữ                          |
| Ann     | Thế lực cái ác                   |
| Eva     | Diva                             |
| Norelle | Phụ nữ Amazon                    |
| Nicole  | Tình nhân (BDSM)                 |
| Cassie  | Nữ hiệp sĩ                       |
| Toccara | Phụ nữ thuộc tầng lớp thượng lựu |
| Yaya    | Ma                               |

Tại phòng đánh giá, Toccara rơi xuống bảng chót hai vì nghi hoặc của cô trong chỗ đứng ở ngành này và Cassie thì màn thể hiện mờ nhạt trong bức ảnh. Ban giám khảo tranh cãi lẫn nhau ai nên được ở lại cuộc thi, cuối cùng Cassie bị loại vì Tyra nghĩ Toccara muốn ở lại cuộc thi này hơn.
- Gọi tên đầu tiên: Eva Pigford
- Bảng chót hai: Cassie Grisham & Toccara Jones
- Loại: Cassie Grisham
- Nhiếp Ảnh Gia tham gia buổi chụp hình: Davide
- Khách mời: Nicole Miller, Cynthia Rowley, Diane von Furstenberg, Nanette Lepore, J. Alexander, Marc Bouwer
- CoverGirl của tuần: Toccara Jones

### Tập 8: The Girl Who Is Panic-Stricken
Khởi chiếu: 10 tháng 11 năm 2004
Tập phim bắt đầu với màn đối thoại giữa Tyra và mẹ của cô về chuyện loại trừ Cassie, Tyra nói rằng cô cảm thấy hối tiếc vì đã không giúp đỡ cho cô ấy.
Các thí sinh trong tập phim này sẽ được stylist Rebecca Weinberg hướng dẫn cách ăn mặc và định dạng phong cách thời trang qua việc xem tủ quần áo của họ. Sau đó, họ được đưa đến khu thương mại Century 21 để tìm kiếm quần áo hợp thời trang. Khi các cô gái hoàn thành xong, họ được đưa đến một địa điểm bí mật mà ở đó có thảm đỏ, các cánh paparazzi chụp hình và PV đến phỏng vấn. Yaya giành chiến thắng thử thách vì màn phỏng vấn xuất sắc nhất, cô chọn Norelle cùng ăn tối với mình.
Phần thi chụp ảnh lần này họ sẽ được chụp ảnh chân dung (beauty shoot) với trang sức kim cương Verragio và với nhện tanratula. Điều này làm Eva vô cùng sợ hãi. Tại buổi loại trừ, Yaya phản đối ý kiến của stylist Rebecca khi cô nói Yaya muốn chứng tỏ bản chất " Nam Mỹ " của cô. Mặc dù sợ hãi, thế nhưng bức ảnh của Eva làm ban giám khảo cảm thấy thích thú. Ban giám khảo cảm thấy Amanda, Nicole, Yaya tỏa sáng trong bức ảnh này, không như Ann, Toccara, Norelle gặp trở ngại. Cuối cùng Toccara bị loại vì ban giám khảo nghĩ cá tính sôi nổi của cô đã không còn, cô quá kiểm soát bản thân mình. Về sau, tại mùa thi 16 Tyra tiết lộ rằng cô hoàn toàn không muốn loại Toccara nhưng vì các giám khảo phản đối quá nhiều.
- Gọi tên đầu tiên:  Nicole Borud
- Bảng chót hai: Toccara Jones & Ann Markley
- Loại: Toccara Jones
- Nhiếp Ảnh Gia tham gia buổi chụp hình: Bill Diodato
- Khách mời: Paul Wilmot, Hampton Carney, Sarah Pyper, Rebecca Weinberg
- CoverGirl của tuần: Toccara Jones

### Tập 9: The Girls Meet Taye Diggs
Khởi chiếu: 17 tháng 11 năm 2004
Các thí sinh có buổi học diễn xuất với Taye Diggs. Sau khi kết thúc buổi học, Tyra xuất hiện thông báo rằng điểm đến quốc tế lần này các cô gái đến là Tokyo. Về phần thử thách vừa rồi, Yaya (lại) giành chiến thắng, cô chọn Amanda đi toa thương gia với mình, còn các cô gái đi hạng thường.
Tập này khác với mọi lần, các cô gái quay quảng cáo cho soup Campbell và phải nói tiếng Nhật. Eva một lần nữa rơi vào tính huống khó khăn, trong khi Ann lại làm tốt. Eva tỏ ra buồn bực khi không hoàn thành tốt, cô mong Norelle là người làm tệ hơn cô, điều này làm cho Ann bực mình vì cô tin rằng chỉ có cô mới nghĩ là mình ở bảng chót thôi, chứ không phải Norelle.
Bài kiểm tra nhỏ ở phần đánh giá và loại của ban giám khảo lần này là các cô gái sẽ ăn và tự quảng cáo sản phẩm umeboshi. Yaya đã có thái độ xấu khi cô nôn ói sản phẩm trước mặt ban giám khảo, điều này làm cô rơi vào bảng chót hai. Cuối cùng, Nicole bị loại vì màn quảng cáo không được tự nhiên, dù rằng cô là thí sinh mạnh trong cuộc thi.
- Gọi tên đầu tiên: Ann Markley
- Bảng chót hai:  Nicole Borud & Yaya DaCosta
- Loại:  Nicole Borud
- Nhiếp Ảnh Gia tham gia buổi chụp hình: Zente Yoshie
- Khách mời:  Sande Shurin, Toko Niwa, Taye Diggs
- CoverGirl của tuần: Eva Pigford.

### Tập 10: The Girl Who Goes Ballistic
Khởi chiếu: 24 tháng 11 năm 2004
Đây là tập chiếu lại những khoảnh khắc từ đầu chương trình.

### Tập 11: The Girl The Lionesses Are Hunting
Khởi chiếu: 1 tháng 12 năm 2004
Các cô gái được và kiểm tra về kiến thức Trà đạo. Yaya giành chiến thắng thử thách lần thứ 5 và mời Amanda cùng tận hưởng suối nước nóng. Các cô gái sau đó chỉ trích Eva vì lời nói thiếu suy nghĩ của cô đối với Norelle ở tập trước. Eva sau đó đã xin lỗi Norelle.
Buổi chụp hình lần này các cô gái sẽ tạo dáng với điện thoại di động T-Mobile với trang phục kimono, Tyra thị phạm hướng dẫn các cô gái làm thế nào tạo các dáng mạnh mẽ nhưng không kém phần quyến rũ. Eva, Amanda và Norelle thực hiện tốt thì Yaya và Ann lại gặp trở ngại. Tại phòng đánh giá, màn thể hiện kém của Norelle và bức ảnh quá tầm thường của Ann đã làm hai cô gái lao xuống bảng chót hai. Tuy nhiên, Norelle bị loại trong lần đầu khi cô rơi xuống bảng chót hai, dù rằng có bức ảnh khá hơn Ann. 
- Gọi tên đầu tiên: Amanda Swafford
- Bảng chót hai: Norelle Van Herk & Ann Markley
- Loại:  Norelle Van Herk
- Nhiếp Ảnh Gia tham gia buổi chụp hình: Amiko
- Khách mời: Toko Niwa, Kuineo Koike, Yoko Takahashi, Kyoko Higa
- CoverGirl của tuần: Eva Pigford

### Tập 12: The Girl Who Didn't Hug Goodbye
Khởi chiếu: 8 tháng 12 năm 2004
Căng thẳng giữa Eva và Ann leo thang sau việc Eva nói xấu Norelle ở tuần trước. Thử thách lần này cho các cô gái đi go-see và cả lựa trang phục đường phố phong cách Nhật Bản. Ann và Eva cùng nhau tìm kiếm địa điểm mua sắm chung với nhau ở Tokyo. Yaya đến trễ cho buổi go-see. Cuối cùng Eva giành chiến thắng và mời Ann, đang có tranh cãi với nhau, có bữa ăn sáng với người đại diện của hãng trang sức Mikimoto, sau đó họ còn được tặng chuỗi ngọc trai.
Buổi chụp hình lần này các cô gái sẽ hóa thân thành nhân vật anime tạo dáng trên chiếc xe một hầm hố. Amanda và Yaya làm tốt trong khi đôi bạn thân Eva và Ann gặp trở ngại.
Một ngày trước khi buổi đánh giá diễn ra, Tyra và mẹ của cô đến thăm các cô gái và tâm sự với từng người một. Bài kiểm tra trong buổi loại trừ lần này, các cô gái sẽ phải lựa chọn trang phục theo phong cách đường phố Tokyo nhưng phải mang nét cá tính riêng. Đa phần các cô gái không được đánh giá cao, nhưng Ann bị cho là làm tệ nhất trong 4 thí sinh. Ban giám khảo khá thất vọng vì gần đến những vòng cuối, Ann dường như vẫn loay hoay tìm kiếm giải pháp cho riêng mình. Trước khi gọi tên loại trừ, Tyra thất vọng khi nói rằng cả bốn thí sinh đều không có tiến triển gì cả, không đủ sức trở thành Top Model. Cuối cùng, Ann bị loại sau 5 lần đứng bảng chót hai. Lúc chia tay, cô ôm chào tạm biệt Yaya và Amanda rồi bỏ lơ Eva mà đi. 
- Gọi tên đầu tiên: Amanda Swafford
- Bảng chót hai: Ann Markley & Eva Pigford
- Loại: Ann Markley
- Nhiếp Ảnh Gia tham gia buổi chụp hình: Takashi Miesaki
- Khách mời: Toyohiko Mikimoto, Sawa Vaughters, Carolyn London, J. Alexander
- CoverGirl của tuần: Eva Pigford

### Tập 13: The Girl Who Wins It All
Khởi chiếu: 15 tháng 12 năm 2004
Amanda, Yaya và Eva có màn đối đấu với nhau trong buổi chụp ảnh cho CoverGirl. Tại buổi đánh giá và loại, ban giám khảo gặp khó khăn khi phải đưa ra quyết định ai sẽ bị loại vì cả ba cô gái đều chụp ảnh rất đẹp. Sau khi hội ý, Tyra đưa ra quyết định, người được gọi tên đầu tiên là Yaya, Eva và Amanda rơi vào bảng chót hai. Tyra nói với Amanda thiếu sự linh động trong buổi chụp hình, còn Eva thì bị nói là quá thương mại, vì cô chỉ hợp chụp ảnh thuộc dòng high-fashion. Cuối cùng, Tyra phải đưa ra quyết định khó khăn khi phải loại Amanda.
- Gọi tên đầu tiên: Yaya DaCosta
- Bảng chót hai: Amanda Swafford & Eva Pigford
- Loại: Amanda Swafford
- Nhiếp Ảnh Gia tham gia buổi chụp hình:  Shu Scenzu

Eva và Yaya sau đó tham gia buổi fashion show của Noriko Fukushima. Tại buổi đánh giá, ban giám khảo đánh giá toàn bộ lại quá trình của cả hai cô gái, về catwalk và portfolio của họ. Suốt cuộc thảo luận, ban giám khảo bị giằng xé giữa một Yaya đầy tinh tế nhưng thiếu cá tính và một Eva cải tiến đầy rõ rệt nhưng thiếu khả năng truyền tải high-fashion.
Cuối cùng, Tyra xướng tên Eva làn quán quân của mùa thi 3 này.
- Chung kết: Yaya DaCosta & Eva Pigford
- AMERICA'S NEXT TOP MODEL: Eva Pigford
- Khách mời: Noriko Fukushima, J. Alexander
- CoverGirl của tuần: Eva Pigford

### Tập 14: What The Divas Are Doing Now?
Khởi chiếu: 1 tháng 3 năm 2005
Chương trình cho thấy 14 cô gái của mùa giải này đã có cuộc sống ra sao sau chương trình:
Eva: Sau khi giành được quán quân, cô đã được tham gia nhiều cuộc phỏng vấn cho những chương trình như: kênh radio Kiss, The Early Show, Live with Regis and Kelly, ... Cô được nhận hết toàn bộ những giải thưởng của mình. Cô còn được đóng một vai phụ trong phim truyền hình Kevin Hill với Taye Diggs và được sải bước cho nhà thiết kế Mark Bauer với Ann & Yaya.
Ann: Cô sẽ dọn tới New York để theo đuổi sự nghiệp người mẫu và sẽ có một buổi phỏng vấn với Elite Model Management khi tới nơi. Cô cũng sẽ sống cùng với Jennipher & Leah khi họ ở New York. Cô được sải bước cho nhà thiết kế Mark Bauer với Eva & Yaya.
Amanda: Cô phải tạm biệt con của mình và dọn tới New York để theo đuổi sự nghiệp người mẫu.
Yaya: Cô được đóng một vai phụ trong phim truyền hình Eve, chụp hình quảng cáo cho thiết kế của Isaac Mizrahi cho tập đoàn Target, xuất hiện trong tạp chí Essence và được sải bước cho nhà thiết kế Mark Bauer với Ann & Eva. Cô còn làm việc bán thời gian là giáo viên Tây Ban Nha tại một trường học do mẹ cô điều hành.
Kristi: Cô được xuất hiện trong tạp chí In Touch Weekly cùng với Catie, Mercedes & Shandi từ mùa trước. Hiện tại cô vừa theo học tại Đại học New York và vừa theo đuổi sự nghiệp người mẫu.
Jennipher: Cô sẽ dọn tới New York để theo đuổi sự nghiệp người mẫu và sống cùng với Ann & Leah.
Nicole: Cô quyết định sẽ theo đuổi nghề diễn xuất.
Cassie: Cô vừa theo học tại Đại Học Oklahoma và vừa theo đuổi sự nghiệp người mẫu tại New York.
Toccara: Cô được chụp hình quảng cáo cho hãng quần áo Ashley Stewart, được đóng một vai phụ trong một bộ phim truyền hình và tham gia nhiều cuộc phỏng vấn.
Magdalena: Cô đang trong giai đoạn hoàn thành việc học đại học của mình và sau đó sẽ theo đuổi nghề người mẫu.
Julie: Cô đang trong giai đoạn hoàn thành việc học đại học của mình và sẽ theo đuổi sự nghiệp người mẫu tại New York.
Leah: Cô được xuất hiện trong tạp chí FHM và sống cùng với Ann & Jennipher để theo đuổi sự nghiệp người mẫu tại New York.
Norelle: Cô được kí hợp đồng với Nous Models ở Los Angeles và sẽ sớm bay tới Châu Á để làm việc.
Kelle: Cô vừa theo học tại Trường Cao đẳng Hunter và vừa theo đuổi sự nghiệp người mẫu. Cô được xuất hiện trong tạp chí The Source.
- Khách mời: Neil Hamil, Anne Martin, Kenya Knight

## Tổng kết

### Thứ tự gọi tên
| Thứ tự | Tập       | Tập       | Tập       | Tập       | Tập       | Tập     | Tập     | Tập     | Tập     | Tập     | Tập    | Tập    | Tập  |  |
| Thứ tự | 1         | 2         | 3         | 4         | 5         | 6       | 7       | 8       | 9       | 11      | 12     | 13     | 13   |  |
| ------ | --------- | --------- | --------- | --------- | --------- | ------- | ------- | ------- | ------- | ------- | ------ | ------ | ---- |  |
| 1      | Ann       | Yaya      | Amanda    | Cassie    | Amanda    | Eva     | Eva     | Nicole  | Ann     | Amanda  | Amanda | Yaya   | Eva  |  |
| 2      | Leah      | Laura     | Nicole    | Ann       | Yaya      | Amanda  | Ann     | Eva     | Eva     | Yaya    | Yaya   | Eva    | Yaya |  |
| 3      | Kelle     | Julie     | Eva       | Nicole    | Norelle   | Nicole  | Yaya    | Amanda  | Norelle | Eva     | Eva    | Amanda |      |  |
| 4      | Cassie    | Jennipher | Yaya      | Toccara   | Eva       | Yaya    | Norelle | Yaya    | Amanda  | Ann     | Ann    |        |      |  |
| 5      | Yaya      | Kelle     | Toccara   | Eva       | Nicole    | Toccara | Amanda  | Norelle | Yaya    | Norelle |        |        |      |  |
| 6      | Laura     | Cassie    | Jennipher | Amanda    | Toccara   | Norelle | Nicole  | Ann     | Nicole  |         |        |        |      |  |
| 7      | Julie     | Toccara   | Cassie    | Norelle   | Ann       | Cassie  | Toccara | Toccara |         |         |        |        |      |  |
| 8      | Magdalena | Nicole    | Norelle   | Yaya      | Cassie    | Ann     | Cassie  |         |         |         |        |        |      |  |
| 9      | Nicole    | Eva       | Ann       | Kelle     | Kelle     | Kelle   |         |         |         |         |        |        |      |  |
| 10     | Amanda    | Norelle   | Laura     | Jennipher | Jennipher |         |         |         |         |         |        |        |      |  |
| 11     | Norelle   | Amanda    | Kelle     | Laura     |           |         |         |         |         |         |        |        |      |  |
| 12     | Toccara   | Ann       | Julie     |           |           |         |         |         |         |         |        |        |      |  |
| 13     | Jennipher | Leah      |           |           |           |         |         |         |         |         |        |        |      |  |
| 14     | Eva       | Magdalena |           |           |           |         |         |         |         |         |        |        |      |  |

     Thí sinh bị loại
     Thí sinh bị loại ngoài phòng giám khảo
     Thí sinh chiến thắng chung cuộc

### Chụp ảnh
- Tập 2: Áo tắm ở Jamaica
- Tập 3: Vẻ đẹp không phấn son cho Nivea
- Tập 4: Khỏa thân phần trên cho thương hiệu quần Jeans Lee
- Tập 5: Giỏ xách Dooney & Bourke trong sân patanh
- Tập 6: Nhảy trên không trung cho nước tăng lực YJ Stinger
- Tập 7: Thay đổi nhân cách trên chiếc Ford Mustang
- Tập 8: Ảnh chân dung vẻ đẹp với nhẫn kim cương Veraggio và nhện
- Tập 9: Quảng cáo súp Campbell bằng tiếng Nhật
- Tập 10: Kimono cho điện thoại T-Mobile của Nhật Bản
- Tập 11: Phong cách Harajuku trên môtô
- Tập 12: Ảnh quảng cáo cho son nước CoverGirl Wet Slicks Crystal Lip Gloss

### Thay đổi vẻ ngoài
- Julie: Tóc cắt thành nhiều lớp dày, tóc suôn dài
- Kristi: Nhuộm vàng, thêm gợn dài cuối ngọn tóc
- Jennipher: Tóc xoã qua vai và nhuộm vàng
- Kelle: Thêm dây tóc gợn sóng
- Cassie: Cắt lớp, làm dày tóc, uốn lọn và nhuộm vàng
- Toccara: Có gợn tóc, gắn vài dây tóc vàng
- Nicole: Cắt ngắn và nhuộm đỏ kiểu Lucille Ball
- Norelle: Cắt tóc ngang vai và tháo bỏ vòng riềng răng
- Ann: Tỉa tóc và nhuộm phần mái màu vàng highlight
- Amanda: Nhuộm màu vàng lạnh
- Yaya: Làm tóc xoăn châu Phi và trị mụn
- Eva: Cắt ngắn hơn nữa và nhuộm vàng nâu

### Hội đồng giám khảo
- Tyra Banks
- Nigel Barker
- Janice Dickinson
- Nolé Marin